# Baked ziti
Baked ziti là một nướng thịt hầm với ziti mì và nước sốt đặc trưng của Mỹ-Ý ẩm thực. Nó là một hình thức của mì al forno.
Trong nhiều công thức nấu ăn, ziti được nấu riêng đầu tiên trong khi món cà chua và pho mát sốt được chuẩn bị, có thể bao gồm thịt, xúc xích, nấm, ớt, hành tây, và nhiều hơn nữa. Ziti được nấu chín và lấy ra sau đó kết hợp với nước sốt, và có thể xếp lớp với các loại pho mát, sau đó nướng trong lò nướng, và đưa ra ăn nóng.
Baked ziti đã được mô tả như là một món "ở chế độ chờ cho các thế hệ" ở nhà và nhà hàng người Mỹ gốc Ý.